# 아흐바흐어
아흐바흐어(Akhvakh)는 러시아 다게스탄과 아제르바이잔의 아흐바흐족이 사용하는 북동캅카스어족 아바르안디어파의 언어다. 2020년 러시아 인구조사에 따르면 7,521명의 화자가 러시아 영내에 거주하였다. 아제르바이잔 자가탈라구의 아흐바흐-데레(Akhvakh-Dere) 마을에도 1~2천 명 가량의 화자가 있다.
아흐바흐어는 안디어군의 언어 중 가장 분기가 깊다. 다양한 하위 방언이 있으나 그 정확한 개수는 출처에 따라 다르고, 일반적으로 크게 북부와 남부의 방언군으로 대분된다.